# 伊東市立対島中学校
伊東市立対島中学校（いとうしりつ たじまちゅうがっこう）は、静岡県伊東市八幡野にある公立中学校。

## 概要
通称は対中（たいちゅう）。主に伊東市立八幡野小学校、伊東市立富戸小学校、伊東市立池小学校の学区の児童が入学できる。あいさつ運動、アルミ缶回収、ペットボトル回収などにも力を入れている。4階教室や3階教室から伊豆七島が一望できる。
生徒数は288名である（2011年現在）。

## 沿革
- 1947年（昭和22年）
  - 4月1日 - 本校の対島村立対島中学校を設立し、分校の八幡野教場、富戸教場を設置した。
  - 5月3日 - 八幡野教場において開校式および入学式を挙行した。
  - 5月5日 - 両教場において授業を開始した。
- 1948年（昭和23年）
  - 3月31日 - 静岡県知事より対島村（当時）に対して新制中学校の施設補助金として2.700万円、学校設備費として4.417万円が交付された。
  - 7月 - 校歌、校章が制定される。（校歌は、日吉日夜 作詞、高橋松寿 作曲。校章の図案は、吉沢貞子。記されている三先生は当時、対島中学校職員であった。）
- 1949年（昭和24年）
  - 10月3日 - 八幡野教場に天体観測用の櫓が建てられた。
  - 10月28日 - 富戸教場の水道タンクが竣工。学校にて落成式を行った。
- 1950年（昭和25年）
  - 7月9日 - 中体連東部テニス大会（三島）で富戸教場の当時の生徒、石井貴義、田畑力己組優勝。
  - 9月23日 - 中体連東部バレーボール大会（韮山中学校）で本校女子チーム3位となった。
- 1951年（昭和26年）
  - 3月20日 - 本校の基礎工事着工。
  - 8月15日 - 中体連東部テニス大会に富戸教場の男子チーム出場し、3位となった。
  - 8月25日 - 中体連東部バレーボール大会（韮山中学校）で、八幡野教場の女子チームが出場し優勝した。
  - 8月25日 - 本校校舎建築着工。
  - 9月30日 - 富戸教場上棟式。
  - 10月5日 - 富戸教場竣工。
- 1952年（昭和27年）
  - 5月1日 - 対島村富戸川泰道1205番地に対島村立対島中学校富戸分校の設置が認められ、富戸教場より全部移転した。
  - 5月30日 - 本校の新校舎が竣工、落成式を行った。
- 1953年（昭和28年）
  - 12月25日 - 分校に、富戸区内の団体及び、区民寄贈の放送設備及び気象観測施設が完成。
- 1954年（昭和29年）
  - 2月23日 - 本校で初めてのマラソン大会を開催した。
  - 10月1日 - 本校の校門建設工事着工。
- 1955年（昭和30年）
  - 4月1日 - 市町村合併により、伊東市立対島中学校及び伊東市立対島中学校に改称。
  - 7月5日 - 富戸分校の門柱建設。
- 1956年（昭和31年）
  - 2月3日 - 本校水槽工事着工。
- 1957年（昭和32年）
  - 10月24日 - 第1回の学校体操祭が伊東スタジアムで開催した。
- 1958年（昭和33年）
  - 8月17日 - 富戸分校の特別教室増築工事着工。
  - 12月13日 - 富戸分校の特別教室増築工事竣工。
  - 12月25日 - 本校運動場拡張工事着工。
- 1959年（昭和34年）
  - 7月11日 - 本校運動場拡張工事竣工。
- 1966年（昭和41年）
  - 3月31日 - 富戸分校は本校に統合のため廃止。
- 1974年（昭和49年）
  - 4月3日 - 体育館落成。
- 1976年（昭和51年）
  - 6月26日 - 新校舎竣工。
- 2003年（平成15年）
  - 静岡県教育委員会主催の「きれいな学校コンクール」で優秀賞を受賞。

## 学校教育目標
- 自信と誇りをもち、未来に伸びる生徒を学校教育目標とし、以下一点を重点目標としている。
  - 対話とあたたかなかかわりのあるさわやかな生徒

## 校歌
- 作詞 日吉白夜 作曲 高橋松寿
  - 歌詞の中に大島、大室山などの伊東市や伊豆半島の象徴になるもの織り交ぜられている。

## 学校行事
- 4月：入学式、対面式。
- 5月：3年修学旅行（京都、奈良）、2年社会科見学（鎌倉）、1年社会科見学（下田）。
- 7月：中体連地区大会。
- 9月：対中祭 体育の部。
- 10月：対中祭 文化の部。
- 3月：3年生を送る会、卒業式。
  - 毎年9月～10月には対中祭があり、各ブロックで対抗する形となっている。体育の部では、各種目、応援合戦、大縄などが行われる。文化の部では、合唱コンクールなどが行われる。対中祭の事前練習などにも力を入れている。

## クラス数
- 2020年（令和２年）現在、全学年が3クラスとなっている。

## 部活動
- 野球部
- 男子バスケットボール部
- 女子バレーボール部
- ソフトテニス部（男・女）
- 卓球部
- 陸上部
- 吹奏楽部 - ブラスバンド
- 美術部

### 過去
- パソコン部 - 現在は廃部

## 著名な出身者
- 秋竜山（漫画家）
- 日吉雄太（衆議院議員）
- 竹安大知（プロ野球選手）

## 交通アクセス
- 伊豆急行線伊豆高原駅下車、徒歩10分。城ヶ崎海岸駅下車、徒歩15分。
- 伊豆東海バス対島中学校下車、徒歩30秒。